# Сухая батарея

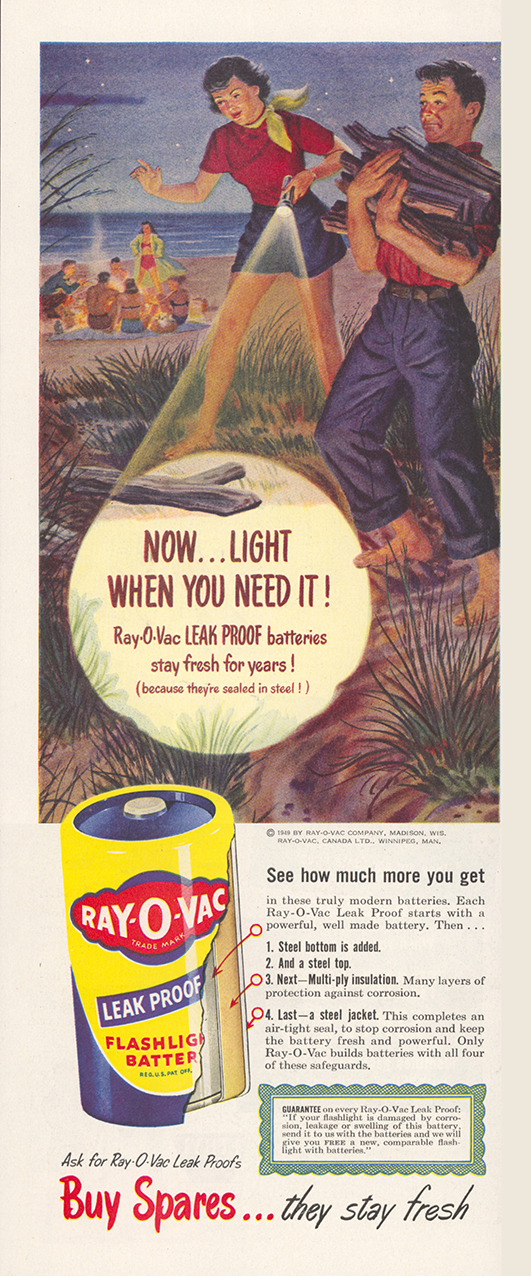
Рекламная заметка в старом журнале, иллюстрирующая преимущества сухих батарей

Суха́я батаре́я — необслуживаемая батарея, содержащая элементы (гальванические элементы или аккумуляторы), в которых электролит малоподвижен или не растекается за счет наличия адсорбирующего вещества, впитывающего влагу, или загустителя.  В отличие от элементов, содержащих жидкий электролит, сухие элементы содержат электролит в виде пасты или геля, увлажненных лишь до состояния, которое необходимо для прохождения через них электрического тока, что предотвращает возможность утечки электролита и является, наряду с компактностью,  главным достоинством сухих батарей. В конструкциях сухих батарей могут быть использованы химические источники тока разных типов.   К сухим батареям так же иногда относят металл-воздушные топливные элементы.
Первая конструкция сухой батареи, имевшей коммерческое применение, была разработана Карлом Гасснером в 1886 году. В настоящее время являются основным переносным источником электричества, используемым во многих устройствах. На начало 2000-х годов только в США продажи сухих батарей оценивались в 2,5 млрд долларов, их ежегодное  производство составляло 3 млрд штук, они использовались более чем в 900 миллионах устройствах. Многие компоненты сухих батарей являются загрязнителями окружающей среды, в различных странах разработаны программы их утилизации и переработки. 

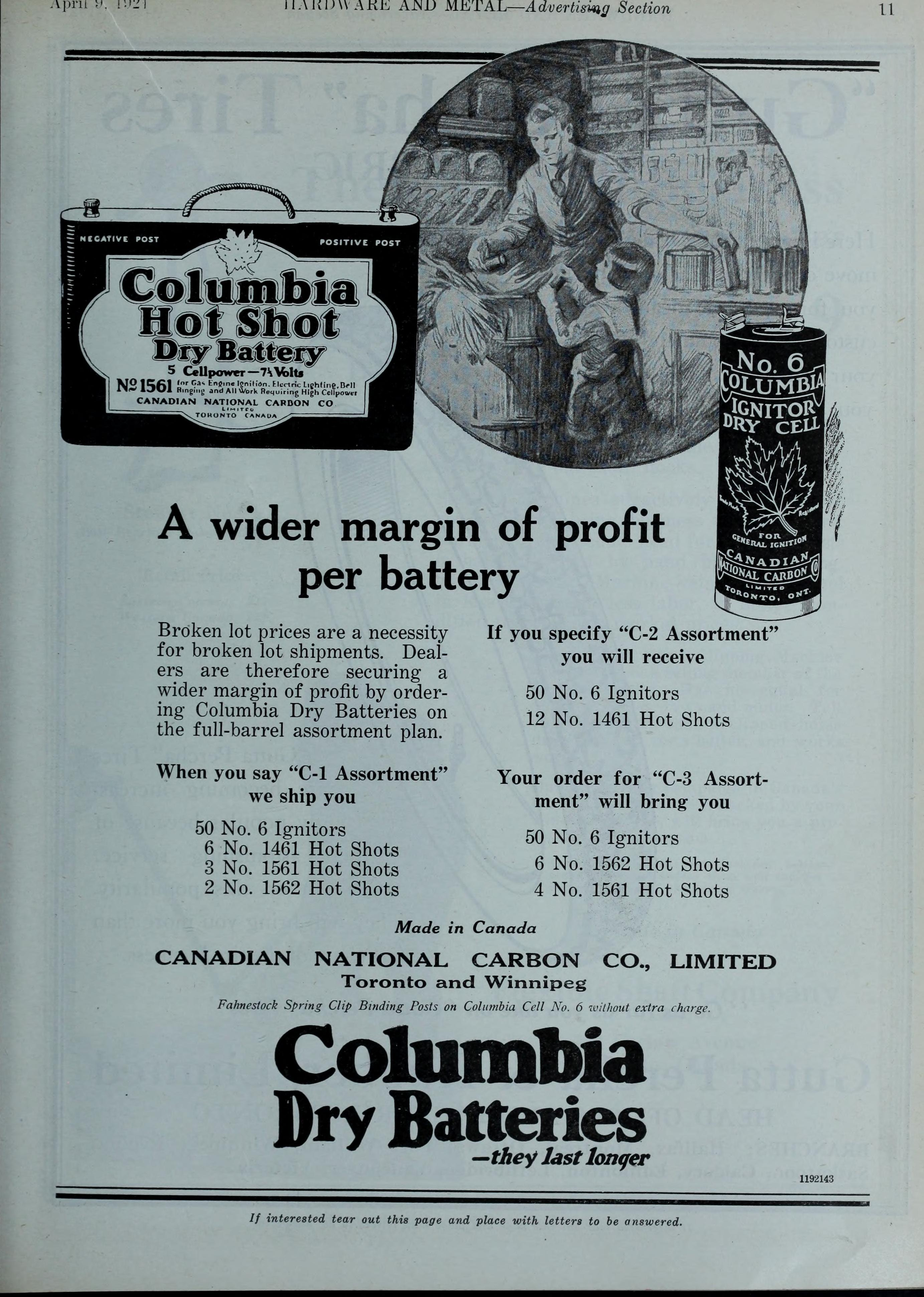
Сухая батарея «Columbia» – National Historic Chemical Landmark по версии Американского химического общества

## История изобретения
В 1812 году Джузеппе Замбони описал в диссертационной работе "Сухая электрическая батарея" изобретенную им сухую гальваническую батарею, действующую без кислоты – Замбониев столб.
В 1886 году Карл Гасснер запатентовал гальванический элемент,  состоявший из двух коаксиальных цилиндров:  внешний был сделан из цинка , служившего анодом, и представлял собой корпус батареи, внутренний — из прессованного диоксида марганца MnO2, выступавшего анодом, между которыми был электролит в виде пасты,  состоящей из оксида цинка, хлорида аммония, гипса, использованного в качестве связующего, хлорида цинка и воды; в слой MnO2 был погружён углеродный стержень, служивший для отвода вырабатываемого тока. Новация данного изобретения относительно, например, ранее разработанного  элемента Лекланше со сходным химизмом процесса, использовавшего раствор хлорида аммония в качестве электролита, состояла в отсутствии у батареи Гасснера жидкого электролита, что увеличивало её портативность вследствие большей механической прочности, нечувствительности к наклону и перевороту, отсутствию протечек электролита, а также уменьшало коррозию цинкового анода, увеличивая долговечность батареи. Впоследствии подобные конструкции батарей получили широкое распространение и стали носить тривиальное название цинк—углеродные батареи, хотя, с точки зрения электрохимии происходящих в ней процессов, они относятся к типу батарей марганцево—цинкового типа. В 1890 году Вильгельм Хеллесен запатентовал общую конструкцию такого элемента, без конкретизации материалов катода и состава иммобилизованого электролита, назвав её "сухой батареей". В 1896 году американская компания «National Carbon Company» (предшественник «Energizer Battery Company») выпустила на массовый рынок первую сухую батарею под маркой «Columbia» размеров в шесть дюймов (примерно 15 см), массой около 1 кг и напряжением 1,5 В; в  2005 году создание  батареи «Columbia» было отнесено Американским химическим обществом к числу национальных исторически-важных химических достижений (National Historic Chemical Landmark) США.

## Классификация сухих батарей

### Классификация по типу электрохимической системы
На сегодняшний день известны различные типы сухих батарей (элементов), относящихся как к первичным (не подлежащим перезарядке), так и вторичным (перезаряжаемым) элементам, которые отличаются используемыми  в них химическими источниками тока (материалами катода,  анода и иммобилизованного электролита). Международная электротехническая комиссия в рамках стандартов серии IEC 60086—2021, посвященной первичным сухим батареям, провела их классификацию,  в том числе по типу электрохимической системы.  
| Классификация сухих батарей (элементов) по типу используемых электрохимических систем | Классификация сухих батарей (элементов) по типу используемых электрохимических систем | Классификация сухих батарей (элементов) по типу используемых электрохимических систем | Классификация сухих батарей (элементов) по типу используемых электрохимических систем | Классификация сухих батарей (элементов) по типу используемых электрохимических систем | Классификация сухих батарей (элементов) по типу используемых электрохимических систем | Классификация сухих батарей (элементов) по типу используемых электрохимических систем | Классификация сухих батарей (элементов) по типу используемых электрохимических систем |
| ------------------------------------------------------------------------------------- | ------------------------------------------------------------------------------------- | ------------------------------------------------------------------------------------- | ------------------------------------------------------------------------------------- | ------------------------------------------------------------------------------------- | ------------------------------------------------------------------------------------- | ------------------------------------------------------------------------------------- | ------------------------------------------------------------------------------------- |
| Элементы                                                                              | Анод                                                                                  | Электролит                                                                            | Катод                                                                                 | Номинальное напряжение, В                                                             | Макс. напряжение, В                                                                   | Маркировка по IEC                                                                     | Источники                                                                             |
| Гальванические (первичные) элементы (не подлежащие перезарядке )                      |                                                                                       |                                                                                       |                                                                                       |                                                                                       |                                                                                       |                                                                                       |                                                                                       |
| Марганцево—цинковые типа Лекланше                                                     | Цинк                                                                                  | Хлорид аммония, хлорид цинка                                                          | Диоксид марганца MnO2                                                                 | 1,5                                                                                   | 1,725                                                                                 | нет                                                                                   | [ 15 ] [ 17 ] [ 7 ] [ 18 ]                                                            |
| Марганцево—цинковые щелочные                                                          | Цинк                                                                                  | Гидроксид щелочного металла                                                           | Диоксид марганца MnO2                                                                 | 1,5                                                                                   | 1,65                                                                                  | L                                                                                     | [ 15 ] [ 7 ]                                                                          |
| Марганцево—алюминиевые                                                                | Алюминий                                                                              | Хлорид алюминия, хлорид аммония, хлорид хрома(III)                                    | Диоксид марганца MnO2                                                                 | —                                                                                     | 1,80                                                                                  | —                                                                                     | [ 19 ]                                                                                |
| Марганцево—магниевые                                                                  | Магний                                                                                | Бромид магния                                                                         | Диоксид марганца MnO2                                                                 | —                                                                                     | 1,9                                                                                   | —                                                                                     | [ 20 ]                                                                                |
| Серебряно—цинковые                                                                    | Цинк                                                                                  | Гидроксид щелочного металла                                                           | Оксид серебра Ag2O                                                                    | 1,55                                                                                  | 1,63                                                                                  | S                                                                                     | [ 15 ] [ 21 ] [ 22 ]                                                                  |
| Воздушно—цинковые                                                                     | Цинк                                                                                  | Хлорид аммония, хлорид цинка                                                          | Кислород O2                                                                           | 1,4                                                                                   | 1,55                                                                                  | A                                                                                     | [ 15 ]                                                                                |
| Воздушно—цинковые                                                                     | Цинк                                                                                  | Гидроксид щелочного металла                                                           | Кислород O2                                                                           | 1,4                                                                                   | 1,68                                                                                  | P                                                                                     | [ 15 ]                                                                                |
| Никель—цинковые                                                                       | Цинк                                                                                  | Гидроксид щелочного металла                                                           | Оксигидроксид никеля NiO(OH)                                                          | 1,5                                                                                   | 1,78                                                                                  | Z                                                                                     | [ 15 ]                                                                                |
| Ртуть—цинковые                                                                        | Цинк                                                                                  | Гидроксид щелочного металла                                                           | Ртуть Hg                                                                              | 1.3                                                                                   |                                                                                       | —                                                                                     | [ 15 ] [ 23 ] [ 24 ] [ 7 ] [ 25 ] [ 26 ]                                              |
| Литий-ионные                                                                          | Литий                                                                                 | Органический электролит                                                               | Монофторид углерода (CF)x                                                             | 3                                                                                     | 3,7                                                                                   | B                                                                                     | [ 15 ]                                                                                |
| Литий-ионные                                                                          | Литий                                                                                 | Органический электролит                                                               | Диоксид марганца MnO2                                                                 | 3                                                                                     | 3,7                                                                                   | C                                                                                     | [ 15 ]                                                                                |
| Литий-ионные                                                                          | Литий                                                                                 | Органический электролит                                                               | Дисульфид железа FeS2                                                                 | 1,5                                                                                   | 1,83                                                                                  | F                                                                                     | [ 15 ]                                                                                |
| Литий-ионные                                                                          | Литий                                                                                 | Органический электролит                                                               | Оксид меди(II) CuO                                                                    | 1,5                                                                                   | 2,3                                                                                   | G                                                                                     | [ 15 ]                                                                                |
| Литий-ионные                                                                          | Литий                                                                                 | Неводный неорганический элетролит                                                     | Тионил хлорид SOCl2                                                                   | 3,6                                                                                   | 3,9                                                                                   | E                                                                                     | [ 15 ]                                                                                |
| Аккумуляторы (вторичные) элементы (перезаряжаемые )                                   |                                                                                       |                                                                                       |                                                                                       |                                                                                       |                                                                                       |                                                                                       |                                                                                       |
| Никель—кадмиевые                                                                      | Кадмий                                                                                | Гидроксид щелочного металла                                                           | Оксигидроксид никеля(III) NiO(OH)                                                     | 1,2                                                                                   | 1,35                                                                                  |                                                                                       | [ 7 ]                                                                                 |
| Полианилин—цинковые                                                                   | Цинк                                                                                  | Хлорид цинка, хлорид аммония                                                          | Полианилин                                                                            | —                                                                                     | 1,29                                                                                  | —                                                                                     | [ 28 ]                                                                                |

## Загрязнение окружающей среды

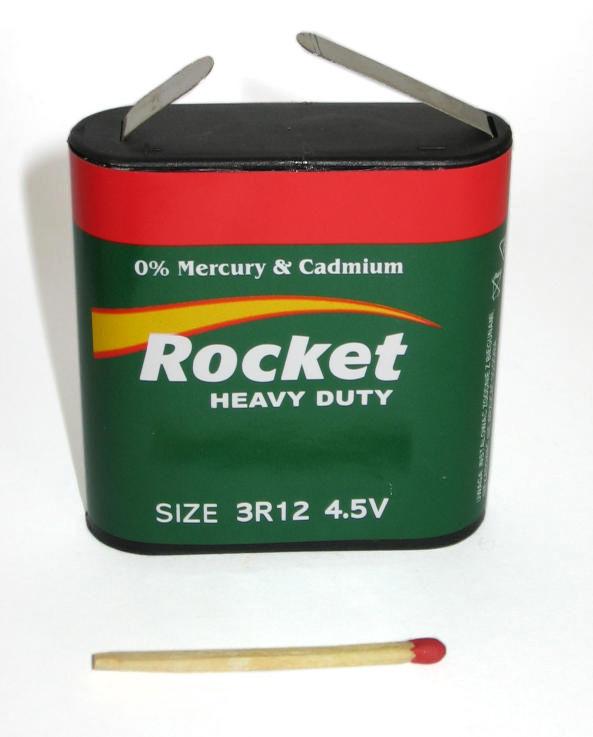
Батарея, не содержащая ртути и кадмия

Сухие батареи вносят значительный вклад в загрязнение окружающей среды, выступая одним из видов бытовых отходов. Агентство по защите окружающей среды США выделяло следующие основные типы сухих батарей, входящих в состав твердых бытовых отходов: марганцево—цинковые (в том числе щелочные), ртуть—цинковые, серебряно—цинковые и литий ионные первичные батареи, а также сухие никель—кадмиевые и герметичные свинцово—кислотные вторичные батареи для портативных устройств. При этом вклад  сухих батарей в общие выбросы ртути в составе бытовых отходов в 1989 году составлял 88 %, кадмия —- 52 %. Важно отметить, что в это время ртуть в виде оксида входила в состав не только ртуть—цинковых сухих батарей, но и в состав электролита марганцево—цинковых элементов. В начале 1990-х годов в США был введён запрет на утилизацию любых батарей, содержащих ртуть,  в составе твёрдых бытовых отходов, также жесткие ограничения были наложены на реализацию ртуть-содержащих марганцево—цинковых элементов, а также  ртутно—цинковых батарей, содержащих оксид ртути (в части маркировки и информирования населения о способах утилизации);  в результате к середине 1990-х годов потребление ртути в сухих батареях снизилось почти в десять раз, а к 2000 году ртуть перестали массово использовать в данных устройствах.

## Переработка использованных сухих батарей
Одна из технологий переработки (BATENUS process), используемая в США,  включает первичную сортировку смеси использованных сухих батарей различных типов  — марганцево–цинковых (в том числе щелочных), никель–кадмиевых и литий-ионных, криогенную  и многостадийную механическую обработку с последующим использованием гидрометаллургических процессов для выделения отдельных компонентов. После криогенной обработки батареи становятся хрупкими, и их измельченные после механической обработки части разделяют по размерам, плотности и магнитным характеристикам. Порошковые компоненты далее экстрагируют раствором  серной кислоты, металлы извлекают из экстракта методами электролиза и электродиализа. Батареи, содержащие металлическую ртуть, отделяют и перерабатывают отдельно; выделение ртути  проводят путем обжига батарей и дальнейшего улавливания её паров.    
В Германии с 1997 года используют подход к переработке сухих батарей, основанный на сочетании процессов жидкофазной экстракции, ионного обмена и мембранных технологий.    

### Комментарии
1. ↑  Ассоциации производителей аккумуляторов Японии (Battery Association of Japan) считает, что  первооткрывателем сухих батарей был японский инженер Сакизо Яй, создавший сухую батарею в 1885 году, но не оформивший патент на своё изобретение[6] .